# Monte Águila
Monte Águila je čilsko mesto v regiji Biobío, v občini Cabrero, 6 kilometrov južno od istoimenskega mesta.

## Galerija
- Glavni trg
- Gasilska postaja.
- Nogometni stadion.
- Vhod.
- Šola.
- Parada "Čileskih domorodnih počitnic" (es: Fiestas patrias en Chile)
- Telovadnica.